# 2396 Kochi
För andra betydelser, se Kochi.
2396 Kochi eller 1981 CB är en asteroid i huvudbältet som upptäcktes den 9 februari 1981 av den japanska astronomen Tsutomu Seki vid Geisei-observatoriet. Den är uppkallad efter den japanska staden Kochi.
Asteroiden har en diameter på ungefär 10 kilometer.